# Homosexualität auf Zypern

Geografische Lage der Republik Zypern

Homosexualität ist auf Zypern legal, wird gesellschaftlich hingegen kaum in der Öffentlichkeit thematisiert.

## Legalität
Seit 1998 ist Homosexualität in der Republik Zypern legal. Das Gesetz zur Legalisierung und zur Aufhebung des Artikel 171 des zyprischen Strafgesetzbuches wurde 1998 vom Parlament der Republik Zypern verabschiedet. Das Schutzalter liegt seit 2002 einheitlich bei 17 Jahren.

## Antidiskriminierungsgesetze
Seit 2004 besteht auf gesetzlicher Ebene ein Antidiskriminierungsgesetz, das eine Diskriminierung aufgrund sexueller Orientierung in den Bereichen Beschäftigung, Bildung, Eigentum, Gesundheitswesen, sowie Zugang zu Waren und Dienstleistungen verbietet. Das Gesetz erging als Umsetzung der Antidiskriminierungsvorschriften der Europäischen Union.

## Anerkennung gleichgeschlechtlicher Paare
Auf Zypern ist keine gleichgeschlechtliche Ehe erlaubt. Seit 2013 wurde  von der Regierung ein Gesetzentwurf zur Einführung einer Eingetragenen Partnerschaft in Zypern vorbereitet. Am 26. November 2015 befürwortete das Parlament der Republik Zypern eine Eingetragene Partnerschaft in der Republik Zypern, die sowohl gleich- als auch verschiedengeschlechtlichen Paaren offensteht.

## Gesellschaftliche Situation
1987/88 wurde die LGBT-Organisation Cypriot Gay Liberation Movement (AKOK oder Apeleftherotiko Kinima Omofilofilon Kiprou) gegründet. 2007 wurde die LGBT-Organisation Initiative Against Homophobia in der Türkischen Republik Nordzypern gestartet. Eine kleine LGBT-Community findet sich in der Hauptstadt Nikosia sowie in der Hafenstadt Limassol. Eine Umfrage aus dem Jahre 2014 ergab, dass 53,3 % der zyprischen Bevölkerung eingetragene Partnerschaften für gleichgeschlechtliche Paare befürworten.